# Rod Langway
Rodney Cory „Rod“ Langway (* 3. Mai 1957 in Taipeh, Taiwan) ist ein ehemaliger US-amerikanischer Eishockeyspieler und -trainer, der im Verlauf seiner aktiven Karriere zwischen 1975 und 1998 unter anderem 1.098 Spiele für die Canadiens de Montréal und Washington Capitals in der National Hockey League (NHL) sowie 56 weitere für die Birmingham Bulls in der World Hockey Association auf der Position des Verteidigers bestritten hat. Mit den Canadiens de Montréal gewann Langway, der zweimal mit der James Norris Memorial Trophy als bester Abwehrspieler der NHL ausgezeichnet wurde, im Jahr 1979 den Stanley Cup.

## Karriere
Rodney „Rod“ Langway wurde in Taipeh, der Hauptstadt der Republik China auf der Insel Taiwan geboren. Sein Vater war dort als US-amerikanischer Soldat stationiert. Zurück in der Heimat, wuchs er in Randolph, einem Vorort von Boston im Bundesstaat Massachusetts, auf. Seine ersten sportlichen Aktivitäten waren American Football und Baseball. Erst mit 13 Jahren begann er mit dem Eishockey. Er führte sein Eishockeyteam, die Randolph Blue Devils, in den Jahren 1973 und 1975 zur Staatsmeisterschaft. Seine stärkste Sportart war jedoch Football, wo er als Quarterback fungierte. Scouts von allen Schulen und Universitäten hatten ein Auge auf Langway geworfen, doch da er sich nicht zwischen Football und Eishockey entscheiden wollte, fiel seine Wahl auf die University of New Hampshire, deren Scout für beide Sportarten zuständig war. Im ersten Jahr kostete ihn eine Verletzung die gesamte Football-Saison, doch zur Eishockeysaison wurde er fit und spielte im Team in der National Collegiate Athletic Association (NCAA). In seinem zweiten Jahr schaffte er etwas Besonderes. Sowohl mit dem Footballteam, in dem er nun Linebacker war, als auch im Eishockey erreichte er die Meisterschaftsendrunde.
Nun als potentieller Eishockeystar gehandelt, wählten ihn die Canadiens de Montréal aus der National Hockey League (NHL) im NHL Amateur Draft 1977 in der zweiten Runde an 36. Position aus. Er entschied sich jedoch zu einem Wechsel in die World Hockey Association (WHA), wo ihn die Birmingham Bulls im WHA Amateur Draft 1977 bereits auf dem sechsten Platz gezogen hatten. Seine erste Saison verbrachte er größtenteils in Birmingham, wurde aber zum Teil auch im Farmteam bei den Hampton Gulls in der American Hockey League (AHL) eingesetzt.
Zur Saison 1978/79, als die WHA bereits in finanziellen Schwierigkeiten steckte, nutzte er eine Klausel, um seinen Vertrag aufzulösen und entschied sich zu einem Wechsel nach Montreal. Zu Saisonbeginn war er im NHL-Team, doch auch dort wurde er während der Saison für mehrere Wochen in der AHL bei den Nova Scotia Voyageurs eingesetzt. Er schaffte bald den Sprung zurück und gewann mit den Canadiens den Stanley Cup. Angeleitet von Larry Robinson, Guy Lapointe und Serge Savard entwickelte er sich zu einem sehr guten Verteidiger. Er wäre gerne länger in Montreal geblieben, aber vor allem durch den schlechten Kurs des Kanadischen Dollars und den hohen Steuern in Kanada konnte man sich nicht einigen und so wechselte er in einem großen Tauschgeschäft zusammen mit Brian Engblom, Doug Jarvis und Craig Laughlin zur Saison 1982/83 zu den Washington Capitals, die im Gegenzug Rick Green und Ryan Walter nach Montreal schickten. Das 1974 gegründete Franchise hatte bis dahin noch nie die Playoffs erreicht, doch mit der starken Defensivarbeit von Langway gelang dies in seiner ersten Saison in der Hauptstadt. Seine großartige Leistung bei den Capitals brachten ihm nicht nur Ehre und Anerkennung bei seinen Gegenspielern ein, auch die NHL ehrte ihn in den Jahren 1983 und 1984 mit der James Norris Memorial Trophy als besten Verteidiger der Liga.
Wann immer es möglich war, spielte Langway auch für die US-amerikanische Nationalmannschaft. Ein besonderer Höhepunkt war allerdings das an Stelle des NHL All-Star Game ausgetragene Rendez-vous ’87 einer NHL-Auswahl gegen die UdSSR. Nach der Saison 1992/93 zwang ihn mit 36 Jahren eine Knieverletzung zum Karriereende. Als Trainer übernahm er die Richmond Renegades in der East Coast Hockey League (ECHL), doch als die Spieler durch Verletzungen knapp wurden, sprang er in seinem zweiten Jahr auch als Spieler wieder ein. Er versuchte sich dann auch in der International Hockey League (IHL) bei den San Francisco Spiders noch einmal als Spieler, bevor er wieder hinter die Bande der Richmond Renegades zurückkehrte. In der Spielzeit 1997/98 betreute er die Providence Bruins in der AHL, doch nach einem Jahr heuerte er wieder in Richmond an und blieb dort bis 2000.
Als die Washington Capitals am 26. November 1997 ihr letztes Spiel im alten Stadion, dem Capital Centre spielten, wurde Langways Trikot mit der Nummer 5 unter das Hallendach gezogen. Seine Nummer wird seitdem nicht mehr vergeben. Im Jahr 2002 wurde er mit der Aufnahme in die Hockey Hall of Fame geehrt, nachdem er bereits drei Jahre zuvor in die United States Hockey Hall of Fame aufgenommen worden war.

## Erfolge und Auszeichnungen
| - 1979 Stanley-Cup-Gewinn mit den Canadiens de Montréal - 1981 Teilnahme am NHL All-Star Game - 1982 Teilnahme am NHL All-Star Game - 1983 Teilnahme am NHL All-Star Game - 1983 James Norris Memorial Trophy - 1983 NHL First All-Star Team - 1984 Teilnahme am NHL All-Star Game - 1984 James Norris Memorial Trophy - 1984 NHL First All-Star Team | - 1985 Teilnahme am NHL All-Star Game - 1985 NHL Second All-Star Team - 1986 Teilnahme am NHL All-Star Game - 1987 Teilnahme am Rendez-vous ’87 - 1995 Riley-Cup-Gewinn mit den Richmond Renegades - 1997 Sperrung der Trikotnummer 5 durch die Washington Capitals - 1999 Aufnahme in die United States Hockey Hall of Fame - 2001 Aufnahme in die Massachusetts Hockey Hall of Fame - 2002 Aufnahme in die Hockey Hall of Fame |

### International
- 1984 All-Star-Team des Canada Cups

## Karrierestatistik

### International
| Vertrat die USA bei: - Canada Cup 1981 - Weltmeisterschaft 1982 - Canada Cup 1984 - Canada Cup 1987 | Vertrat die National Hockey League bei: - Rendez-vous ’87 |

(Legende zur Spielerstatistik: Sp oder GP = absolvierte Spiele; T oder G = erzielte Tore; V oder A = erzielte Assists; Pkt oder Pts = erzielte Scorerpunkte; SM oder PIM = erhaltene Strafminuten; +/− = Plus/Minus-Bilanz; PP = erzielte Überzahltore; SH = erzielte Unterzahltore; GW = erzielte Siegtore; 1 Play-downs/Relegation; Kursiv: Statistik nicht vollständig)